# Ixtiyor Abdullayev
Pour les articles homonymes, voir Abdullayev.
Ixtiyor Baxtiyorovich Abdullayev (en ouzbek : Ихтиёр Бахтиёрович Абдуллаев, en russe : Ихтиёр Бахтиёрович Абдуллаев Ikhtiior Bakhtiiorovitch Abdoullaïev, né le 22 mai 1966 dans le District d'Uchkoʻprik dans la RSS d’Ouzbékistan en Union Soviétique) est un homme politique ouzbek.

## Biographie
Abdullayev est un gradué en droit de l'Université d'État de Perm. Il travaille dans les années 1980 et 1990 comme juge et avocat dans les provinces de Ferghana et d'Andijan. Après avoir été conseiller du président en matière de justice, il est nommé comme le nouveau procureur général de l'Ouzbékistan le 21 avril 2015. À ce poste, il remplace Rashitjon Qodirov ancien du Service national de la Sécurité (MXX) et qui était en place depuis 15 ans. Le 31 janvier 2018, il quitte son poste de persécuteur général pour prendre la tête du MXX, en remplacement de Rustam Inoyatov, l'un des hommes les plus puissants du pays et considéré comme l'éminence grise de la présidence ouzbek sous Islom Karimov. Au poste de procureur général, il est remplacé par Otabek Murodov.
Le 11 février 2019, il est démis de ses fonctions et remplacé par Abdusalom Azizov. Bien qu'il soit originellement annoncé qu'il a quitté le poste pour des raisons de santé, Abdullayev est rapidement accusé d'avoir dirigé une opération criminelle durant sa carrière. Le 19 septembre 2019, il est condamné à 18 ans de prison.